# Neuman (banda)
Neuman es un grupo musical español originario de la ciudad de Murcia y creado por Paco Román (Francisco Morales Román) en 1998. Su música, caracterizada como minimalista, se remonta al género Shoegaze y Post-rock. Actualmente sus componentes son: Paco Román como vocalista, guitarra, compositor y fundador de la banda, Dani Molina al piano y bajo, y José Sánchez a la batería.

## Biografía
El nombre del grupo no es fruto del azar, sino que viene dado por el nombre del perro del cantante, Paco Román. Su mascota de 15 años se llamaba "Neuman". Además, este le ha dedicado dos canciones. En Plastic Heaven hay una cariñosa dedicatoria, Mi pequeño Nuiman, donde rinde un pequeño homenaje a su mascota. Este tipo de homenajes a seres queridos o importantes para la banda, suelen ser habituales. Según cuenta Paco Román, "Ingrid" está dedicada a su hija; "Lovers", a su amigo Fernando Lillo; "Jane", a la mujer a la que amó; "Amay", a una amiga a la que guarda especial afecto; "My dad", en efecto, a su padre, etc.
En la época de los 90 Paco Román era el cabeza de una banda murciana, La fábrica de la luz, junto con los componentes del actual grupo murciano Second. Con esta banda publicó dos trabajos: Sonic Love (Locomotive Records) y La fábrica de la luz (EMI – Odeon). Tras la desaparición de la misma en 1998, Paco decide llevar a cabo su propio trabajo, al cual, bautiza como Neuman. Pasa algunos años componiendo y grabando en solitario más de 150 canciones, compuestas y ejecutadas por él mismo.
A finales de 2009 conoce al pianista Fernando Lillo. En mayo de 2010, realizan una gira por Suiza, Austria e Italia junto a los neoyorquinos Aluminum Babe, la cual finalizan con algunos conciertos por España. En 2010, Neuman lanza su primer disco, Plastic Heaven. El álbum tuvo una buena acogida por parte de la crítica y del público. En ese mismo año, festivales como Microsonidos, Wild Weekend Festival o Monkey Week (El Puerto de Santa María) los incluyen en su programación. Durante todo 2011, y con su primer disco(Plastic Heaven) ya en venta, Neuman continuó con la promoción de su primer trabajo en directo en salas y festivales de la nación, actuando, entre otros, en el Festival SOS 4.8 PRO, en el Heineken Día de la Música 2011 en Madrid y en el Festival Internacional de Benicassim también en 2011. Asimismo, llevaron a cabo una gira por toda España con más de 50 conciertos. De este primer Álbum publicaron cuatro videoclips: “Plastic Heaven”, “Just A Lie”, “I Have the will” y “La Yo”, y un videoclip de fin de gira, grabado en directo en la Sala Moby Dick de Madrid, en el que fue el último concierto de la misma. A finales de abril se dirigieron a los estudios de RTVE, donde estuvieron en las “entrevistas acústicas” de Hoy Empieza Todo de Radio 3. En 2011, Neuman comienza a grabar su segundo proyecto, “The Family Plot”. Para la grabación, la banda recuperó de forma intencionada la manera de hacer discos de hace treinta años, evitando el uso de ciertos avances tecnológicos y grabando todo prácticamente en directo. De momento, Radio 3 se ha atrevido a catalogar The Family Plot, como uno de los mejores discos de 2012
El 23 de abril de 2013, Neuman sacó a la luz un nuevo disco, Bye Fear/Hi Love, en el cual colaboran con el prestigioso músico internacional, Ken Stringfellow. En mayo de 2014 el grupo sacó su cuarto álbum, If, en el que ha colaborado de nuevo K. Stringfellow. En la grabación han empleado una veintena de guitarras distintas en las canciones, multitud de sintetizadores, baterías de los años 50´60´70´, han usado la mismísima mesa de mezclas donde se grabaron dos de los mejores discos de Supertramp o pistas de algún disco de “Queen”. El disco se ha grabado en cinta magnética.
La Gira IF se extendió con más de 260 conciertos en casi tres años. Así para dar continuidad a la misma, Neuman editó un vinilo de 7" de color rojo llamado "Trapped" en enero de 2015. Trapped contenía dos canciones : Trapped y Summer Love.
El 14 de junio de 2016 publicó un nuevo EP " I love you" con cuatro temas : "I love you" ; "Badlands" tema que Paco Román compuso para recrear la banda sonora de la película homónima de Terrence Malick para el Abycine de 2015; " Still on time" y " Contigo" rara avis en la discografía de la banda ya que está cantada en castellano. Este disco se editó en una tirada limitada y se presentó en un Showcase en Madrid en el FNAC de Callao el 25 de septiembre de 2016.
En noviembre de este mismo año, la canción "Kids" perteneciente al álbum "If" es elegida para ser la banda sonora del spot que conmemora el décimo aniversario de la alianza entre el F. C. Barcelona y Unicef " El triunfo de los sueños" en el que se festeja el que un millón de niños de todo el mundo se han visto beneficiados. El spot es obra del prestigioso Jorge Martínez. Paco Román junto a su discográfica Subterfuge cedieron los derechos para esta campaña.
En diciembre de 2016 la extensísima Gira IF llegó a su final en dos conciertos: 15 de diciembre en Madrid, Sala Joy Eslava, y 16 de diciembre en Mallorca Sala La Red festejando el séptimo aniversario de la emisora de radio " Bn Mallorca".
Neuman descansarán para poder poner en marcha el 5.º álbum LP de la banda.
El 15 de septiembre de 2017 vio la luz el cuarto L.P. de la banda: CRASHPAD. Ha sido creado y grabado en los nuevos estudios Crashpad sitos en la casa de Granada de Paco Román. Se editó en CD y doble vinilo de 45 r. p. m. bajo el sello de Subterfuge. El día anterior a la salida al mercado de Crashpad, en un programa especial de Radio Nacional de España 3, José Manuel Sebastián y el equipo y Neuman realizaron un emotivo especial del que tienen aquí el podcast de RTVE. La gira Crashpad comienza y entre sus primeras citas está Madrid con un concierto en la sala Joy Eslava el 5 de octubre de 2017.
Doce días después de la salida a la venta de 'Crashdpadd', este cuarto L.P. de Neuman entró al puesto sexto de la lista de ventas en España. Presentación por diferentes FNAC de la geografía española, en diferentes radios y cadenas de televisión con una grandísima acogida.

## Premios y reconocimientos
- Según Disco Grande de Radio3, Paco Neuman está dentro del SUPERGRUPO 2016, grupo que surge de los mejores miembros de cada banda elegidos por los oyentes (Referéndum 2016).
- Nominado Mejor grupo Español para los Premios MTV EMA - Milán 2015.
- Nominado a los Premios de la Música Independiente 2015 en 8 categorías
- Disco del año y grupo del año para Radio 3
- Mejor disco nacional cantado en inglés para Mundopop.es
- Nominados a mejor disco nacional de 2011 (Premio Palma ´11, Lagartoon Música Alternativa)
- “Doggy” Mejor Canción nacional de 2011 (Premio Palma a mejor canción nacional de 2011)
- Grupo Revelación Nacional" Premios "SH’s GOLDEN AWARDS" 2011
- Mejor disco nacional mes de diciembre (El detonador)
- RollingStones: Entre las 25 bandas que debes de conocer.
- Top 50 mejores discos internacionales para GO MAG.
- Band of The Year 2011 (Jungle Indie Rock)
- Mejor LP 2011 para ESTO ES MÚSICA.
- Neuman "My Dad" mejor canción nacional 2011 para ESTO ES MÚSICA.
- Top 10 mejores discos nacionales 2011 para Corrientes Circulares.
- Entre los mejores discos nacionales de 2011 para INDIECACIONES
- TOP 50 mejores discos internacionales para NOS GUSTA LA MÚSICA.
- Entre los mejores discos nacionales de 2011 para YNDYTV.
- 12.º mejor concierto del año (Barcelona, Sala Sidecar) para GO MAG.
- Nominados a grupo revelación 2011 por NO TE DETENGAS MAGAZINE

## Discografía
- Plastic Heaven (2010)
- The Family Plot (2012)
- Bye Fear/Hi Love (2013)
- IF (2014)
- Crashpad (2017)
- S/t (2020)
- Waterhole (2023)

### Plastic Heaven (2010)
Plastic Heaven es un disco que cuenta con casi 2 horas de grabación y con 14 canciones, la mayoría de ellas de más de 4 minutos.
Es un proyecto diferente y en cierta medida apartado del clásico sonido Indie propio de los grupos de gran éxito de España. Incluye temas instantáneos ("Just a Lie", "Asey", "La Yo") y baladas ("Click", "I Have the Will"). El disco se encuadra en el post-rock con esbozos de shoegaze de las canciones más largas y nostálgicas del disco.
| Título            | Duración |
| Sil Fono          | 8:48     |
| Just a lie        | 4:42     |
| I have the will   | 4:35     |
| Loopside          | 5:13     |
| La yo             | 5:26     |
| Brighton          | 5:05     |
| Asey              | 2:21     |
| The end           | 4:01     |
| Plastic Heaven    | 4:52     |
| Mi pequeño Nuiman | 4:42     |
| Never             | 7:30     |
| Click             | 4:03     |
| So far            | 5:12     |
| Moon              | 6:23     |

### The Family Plot (2012)
The Family Plot tiene una duración de más de 60 minutos. Desarrolla géneros como el rock, shoegaze y folk. The family plot es el título de la última película de Alfred Hitchcock. Este director afirmó que se iría con la conciencia muy tranquila si esta fuese su última película. Es, por esta razón, por lo que Paco Román piensa que tiene un matiz especial y por lo que decidió plasmarlo en el título de su segundo álbum. Además, este es uno de los directores favoritos del vocal
| Título     | Duración |
| Lovers     | 6:08     |
| Ben gun    | 6:10     |
| Jane       | 4:51     |
| Wandoworld | 7:25     |
| My dad     | 4:20     |
| Ingrid     | 5:11     |
| Doggy      | 3:17     |
| Hammon     | 4:00     |
| Friends    | 7:58     |
| Amay       | 4:37     |

### Bye Fear/Hi Love (2013)
El disco se grabó durante las navidades de 2012 en el Auditorio de Cox y es pues, en este momento, cuando el grupo vuelve con un nuevo EP después de haber realizado más de 100 conciertos con sus dos anteriores trabajos. Colabora en esta ocasión Ken Stringfellow (The Posies, REM, Big Star). Nominado a los premios UFI como mejor canción y mejor videoclip.
| Título                                 |
| Bye Fear/Hi Love                       |
| A crab kiss & Final song (bonus track) |
| A part of me                           |
| Hell                                   |
| You fill my heart                      |
| My sweet homecoming                    |

### IF (2014)
Primer "LP" con Subterfuge. Continúa la colaboración con Ken Stringfellow. Éxito de crítica y ventas[cita requerida].
| Título                            |
| Turn it                           |
| Oh no                             |
| Too pretty                        |
| Baby in my arms                   |
| Kids                              |
| Tell you                          |
| A branch in a forest full of love |
| If                                |
| Battle starship                   |
| Nobody has to worry               |

### Crashpad (2017)
Último álbum del grupo, disponible en muchas plataformas digitales.
| Título           | Duración |
| Stones           | 5:10     |
| Gibberish        | 4:08     |
| Deleted Files    | 11:58    |
| Crashpad         | 1:41     |
| All That Matters | 2:18     |
| Dizzy            | 7:55     |
| Marsha           | 3:20     |
| Boystar          | 3:03     |
| Quiet            | 6:50     |
| End              | 6:37     |